# Lutzomyia cayennensis
Lutzomyia cayennensis är en tvåvingeart. Lutzomyia cayennensis ingår i släktet Lutzomyia och familjen fjärilsmyggor.

## Underarter
Arten delas in i följande underarter:
- L. c. braci
- L. c. cayennensis
- L. c. cruzi
- L. c. hispaniolae
- L. c. jamaicensis
- L. c. maciasi
- L. c. puertoricensis
- L. c. viequesensis